# Højtryk og lavtryk
Højtryk og lavtryk er relative begreber, der inden for meteorologien dækker over, at der i luftmasser kan være forskelle på tryk. Højtryk beskriver et sted, hvor der er et højere tryk i forhold til den omgivende luft, mens lavtryk beskriver et sted, hvor der er et lavere tryk i forhold til den omgivende luft eller simpelthen et tryk under 1 atm.
Når meteorologerne skal lave vejrudsigter, får de oplysning om de lufttryk, man har målt på et meget stort antal målestationer fordelt over hele Jorden.
Herudfra kan de beregne vindretningerne, idet vinden altid blæser bort fra højtrykkene og søger mod lavtrykkene.
Når der er tale om et højtryk vil det sige, at trykket på stedet er højere end omgivelserne i samme højde over havoverfladen, og omvendt hvis der er tale om et lavtryk.
Vinden vil blive suget imod steder med lavtryk, og blive blæst væk fra steder med højtryk. Det kan sammenlignes med en støvsuger hvor motoren skaber et lavtryk, og luften med støv og snavs vil blive suget op i den. På grund af Corioliskraften bliver vinden dog afbøjet, således at vinden ved et højtryk på den nordlige halvkugle roterer højre (med uret) om trykcenteret.
Ved lavtryk drejer vinden mod uret.
Høj- og lavtryk kan grundlæggende dannes på to forskellige måder: 
Som termisk tryk og som dynamisk tryk.
Termiske lav- og højtryk dannes som følge af hhv. opvarmning og afkølning.
De dynamiske tryk skabes pga. luftens bevægelser, fx i forbindelse med fronter eller i forbindelse med den jetstrøm der bevæger sig i 5–10 km's højde, og som er af væsentlig betydning for dannelse af det lavtryk/højtryk der passerer hen mod Danmark.